# نگارخانه ملی لندن
نگارخانهٔ ملی لندن (به انگلیسی: London's National Gallery) نام یکی از موزه‌های هنری مشهور جهان در زمینه هنر نقاشی است. نگارخانه ملی در سال ۱۸۲۴ میلادی در شهر لندن تأسیس شد و هم‌اکنون دارای گنجینه‌ای با بیش از ۲٬۳۰۰ تابلوی نقاشی کم‌نظیر از سده سیزدهم تا سده نوزدهم میلادی است.

## آثار شاخص

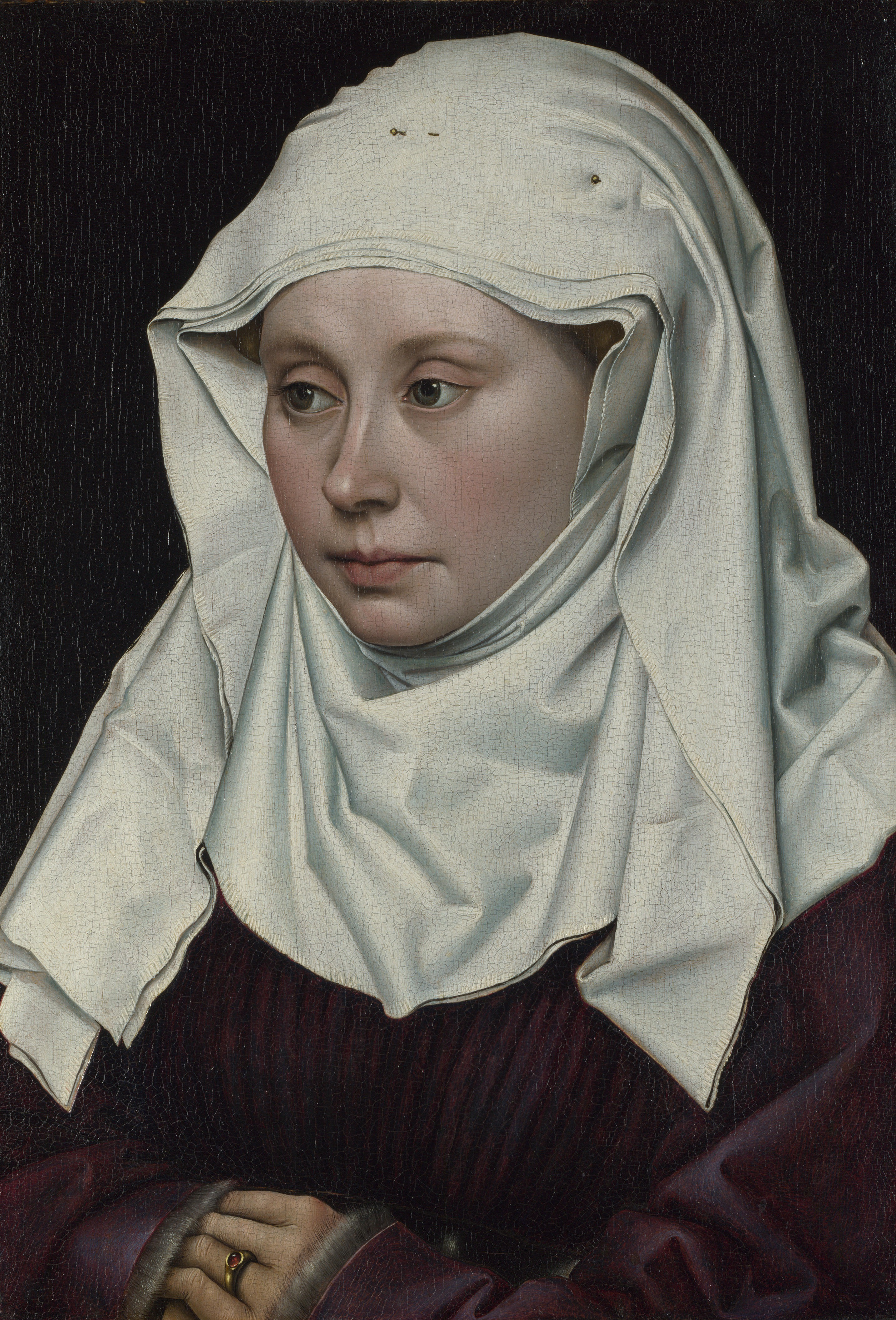
پرترهٔ یک زن ۱۴۳۵ م. اثر رابرت کمپین
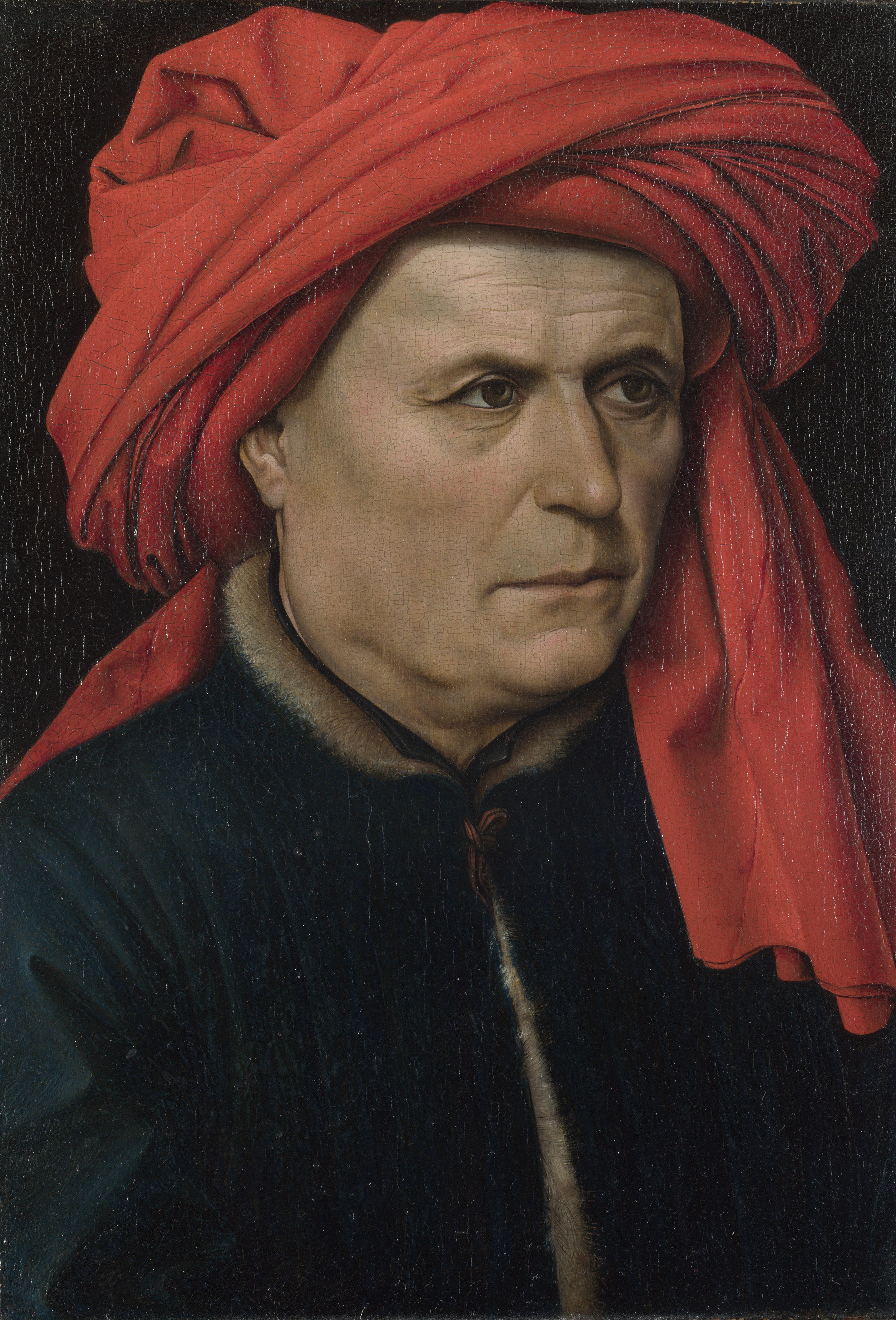
پرترهٔ یک مرد ۱۴۳۵ م. اثر رابرت کمپین
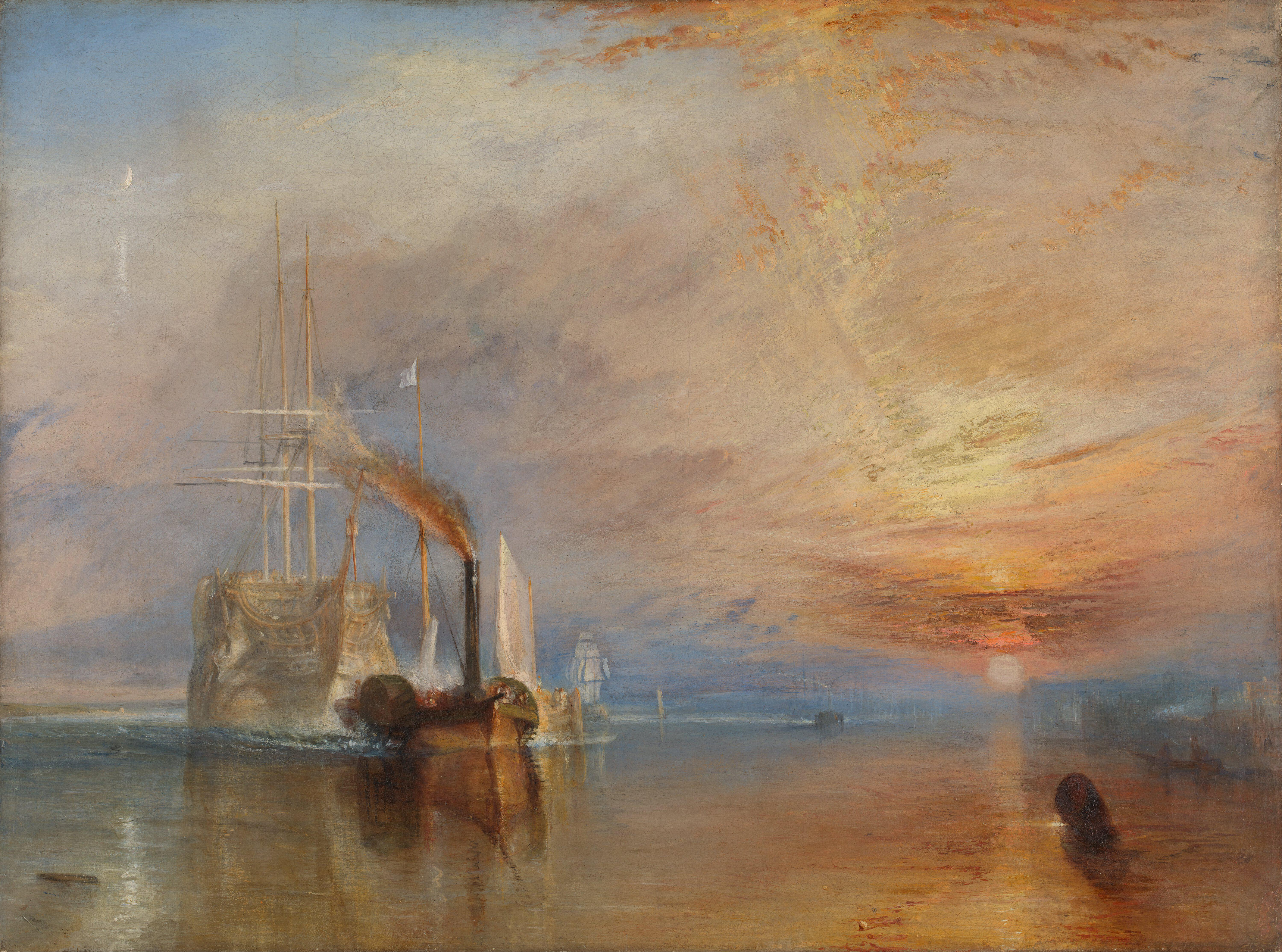
تمرر جنگجو اثر ویلیام ترنر
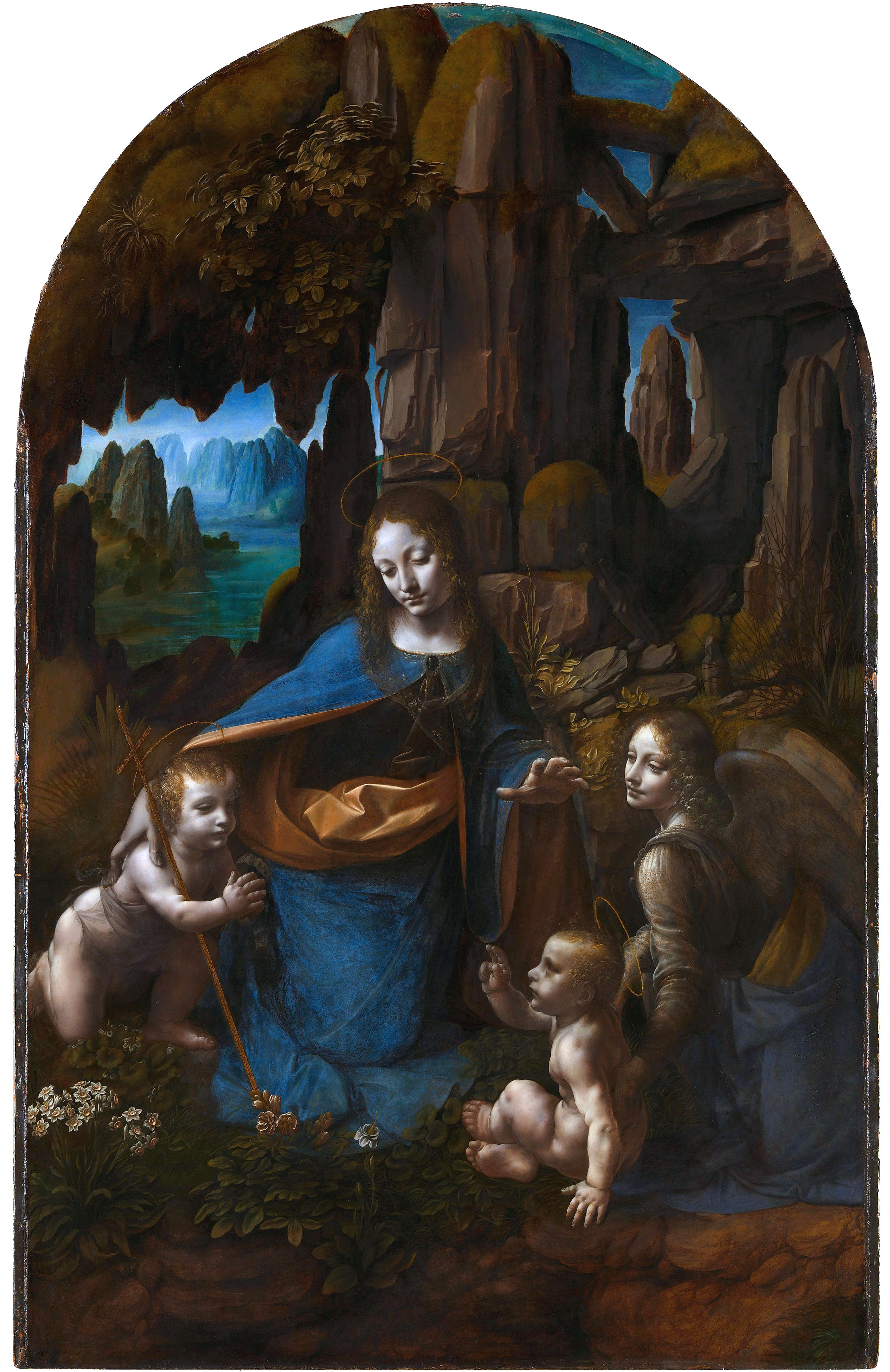
بانوی صخره‌ها اثر لئوناردو دا وینچی
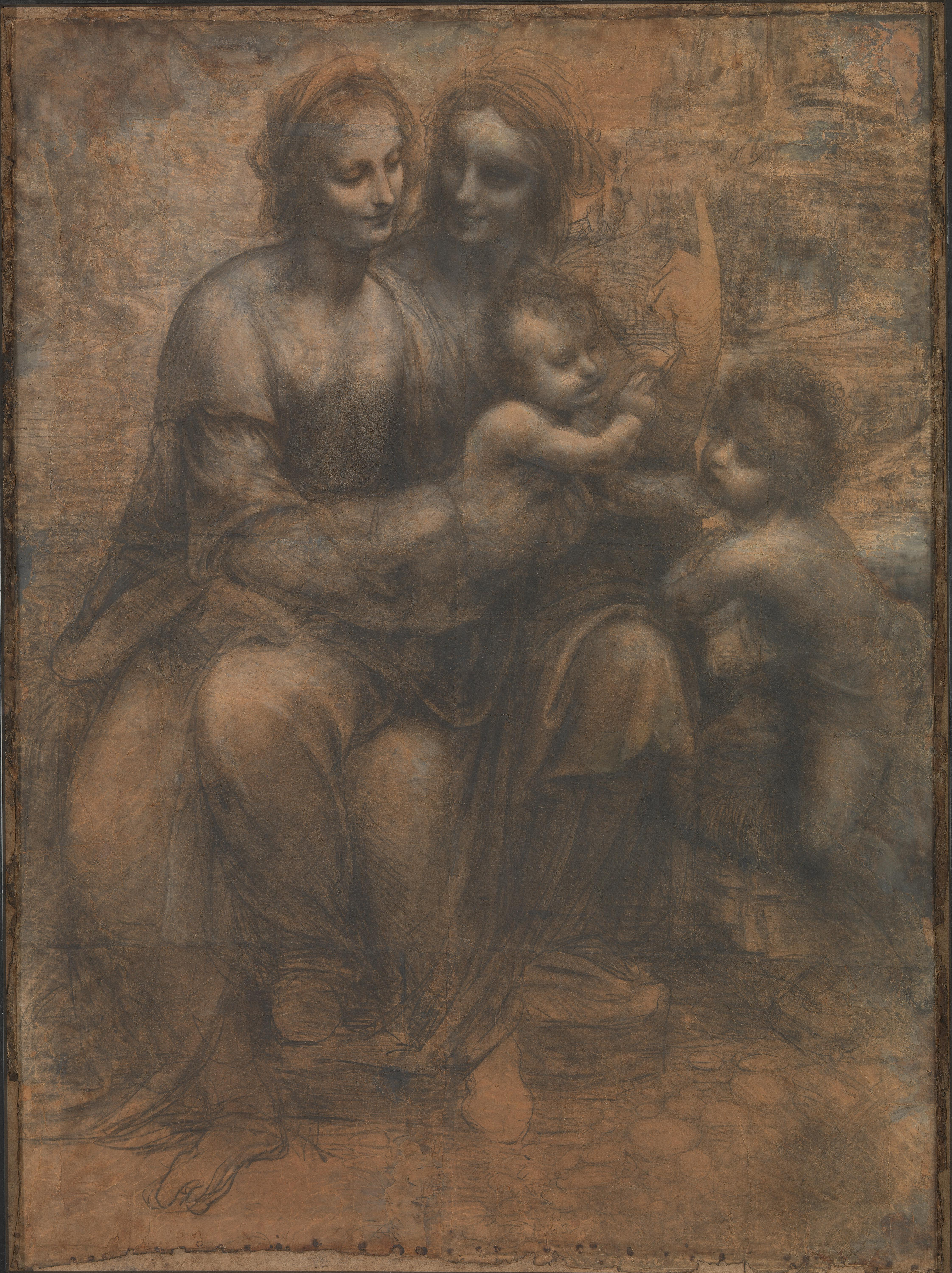
باکره و کودک در کنار یحیی و ان اثر لئوناردو دا وینچی
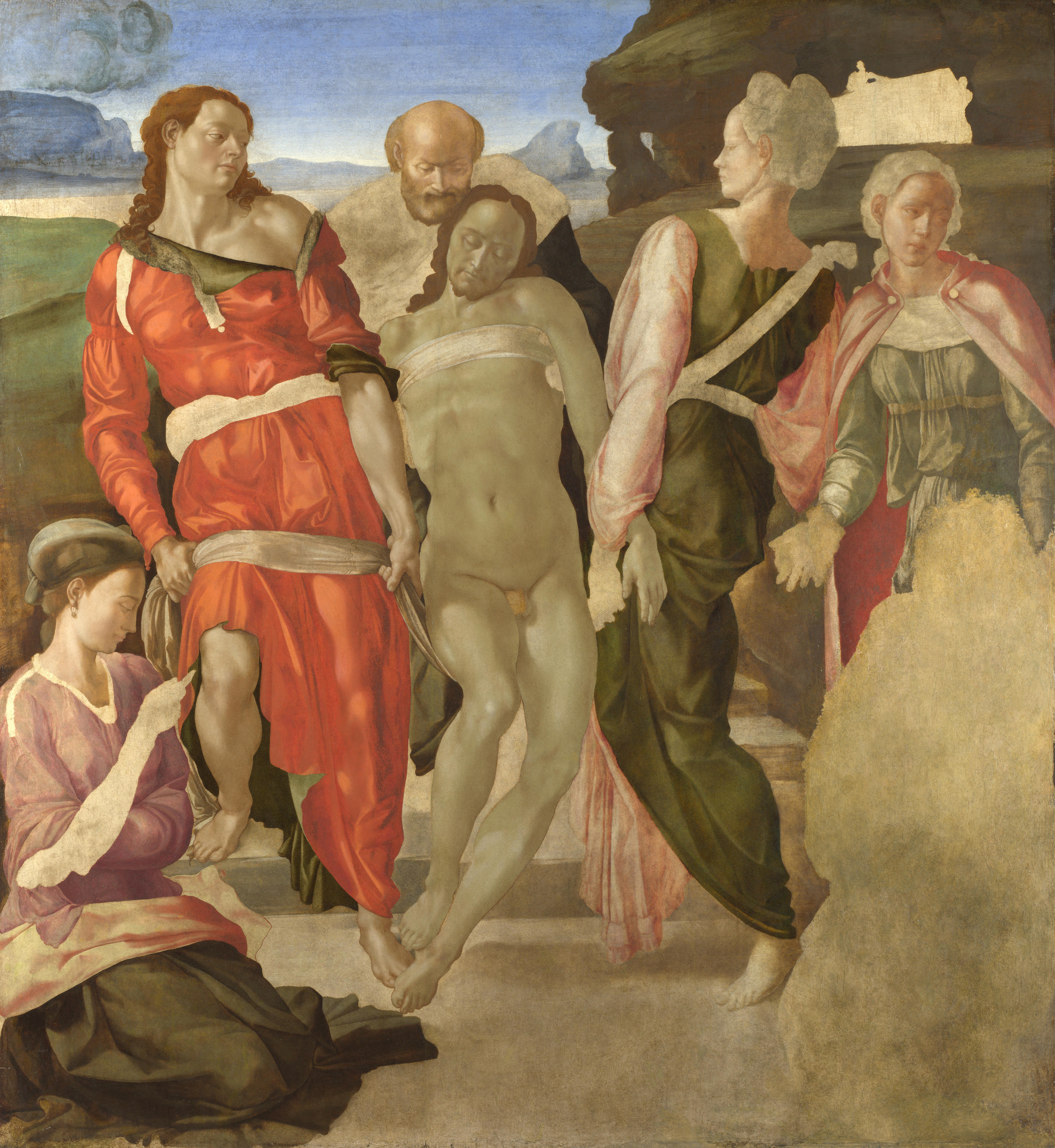
دفن کردن اثر میکل‌آنژ
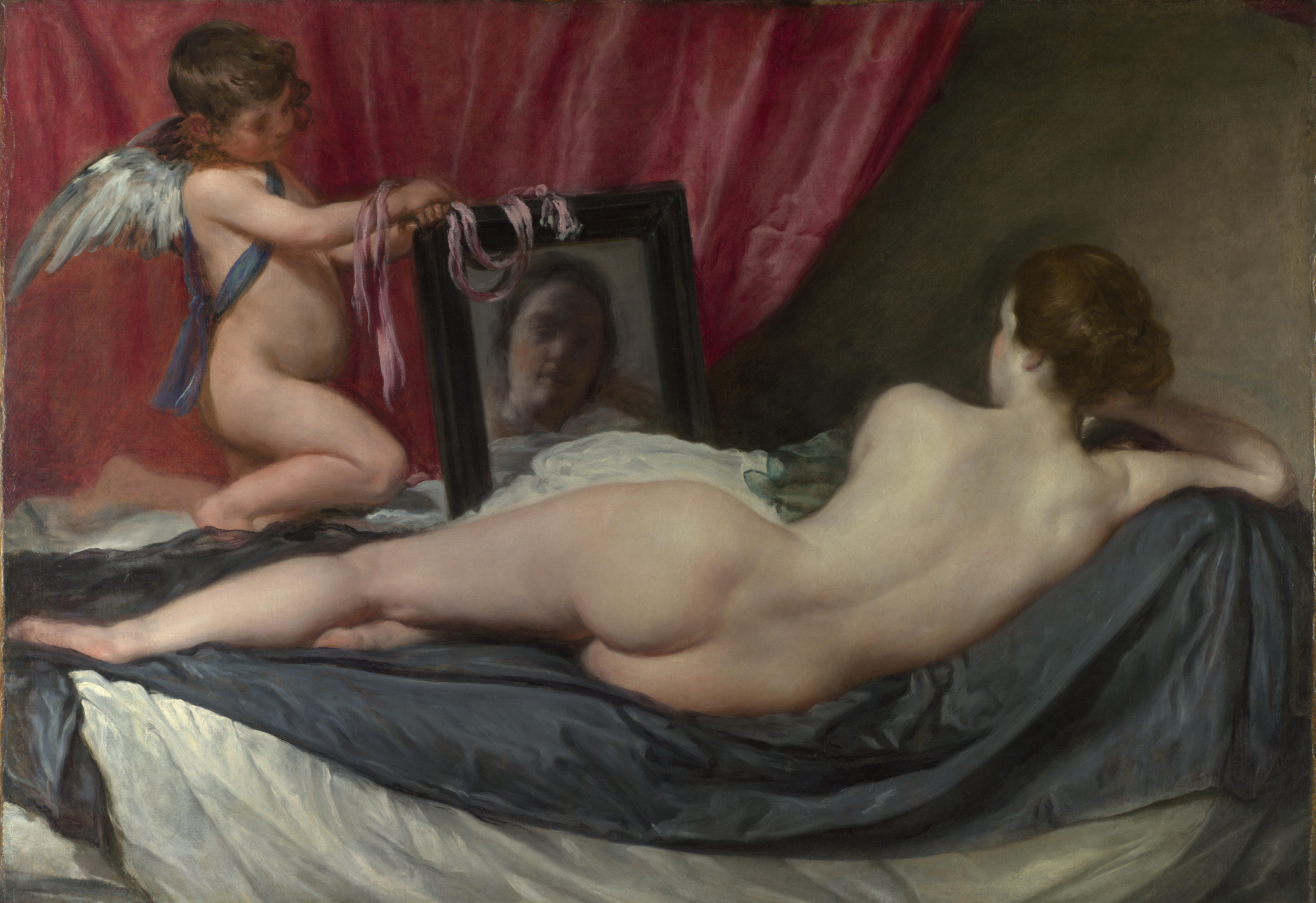
ونوس در حال آرایش اثر دیه‌گو ولاسکز
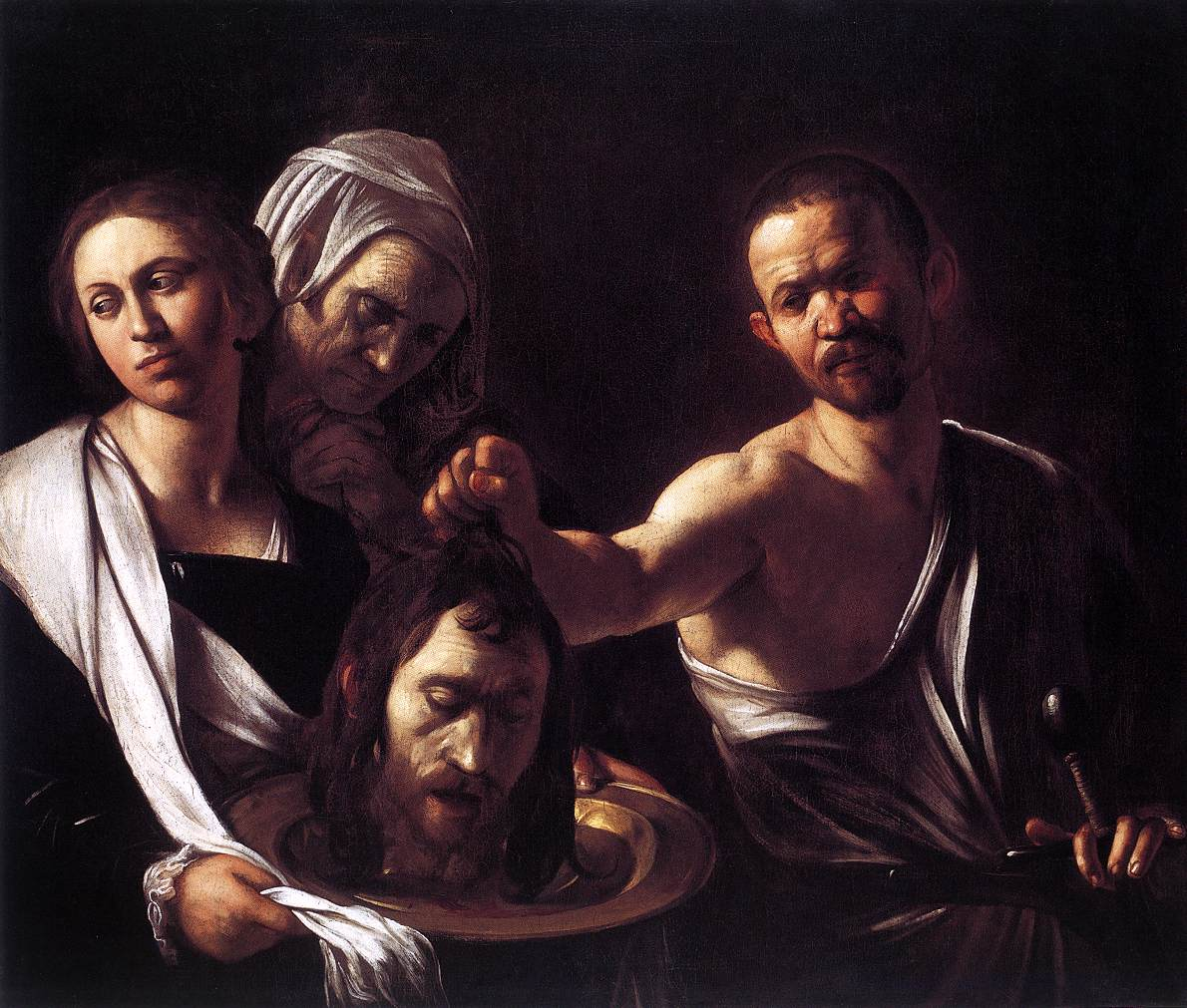
سالوم به همراه سر یحیی اثر کاراوگیو
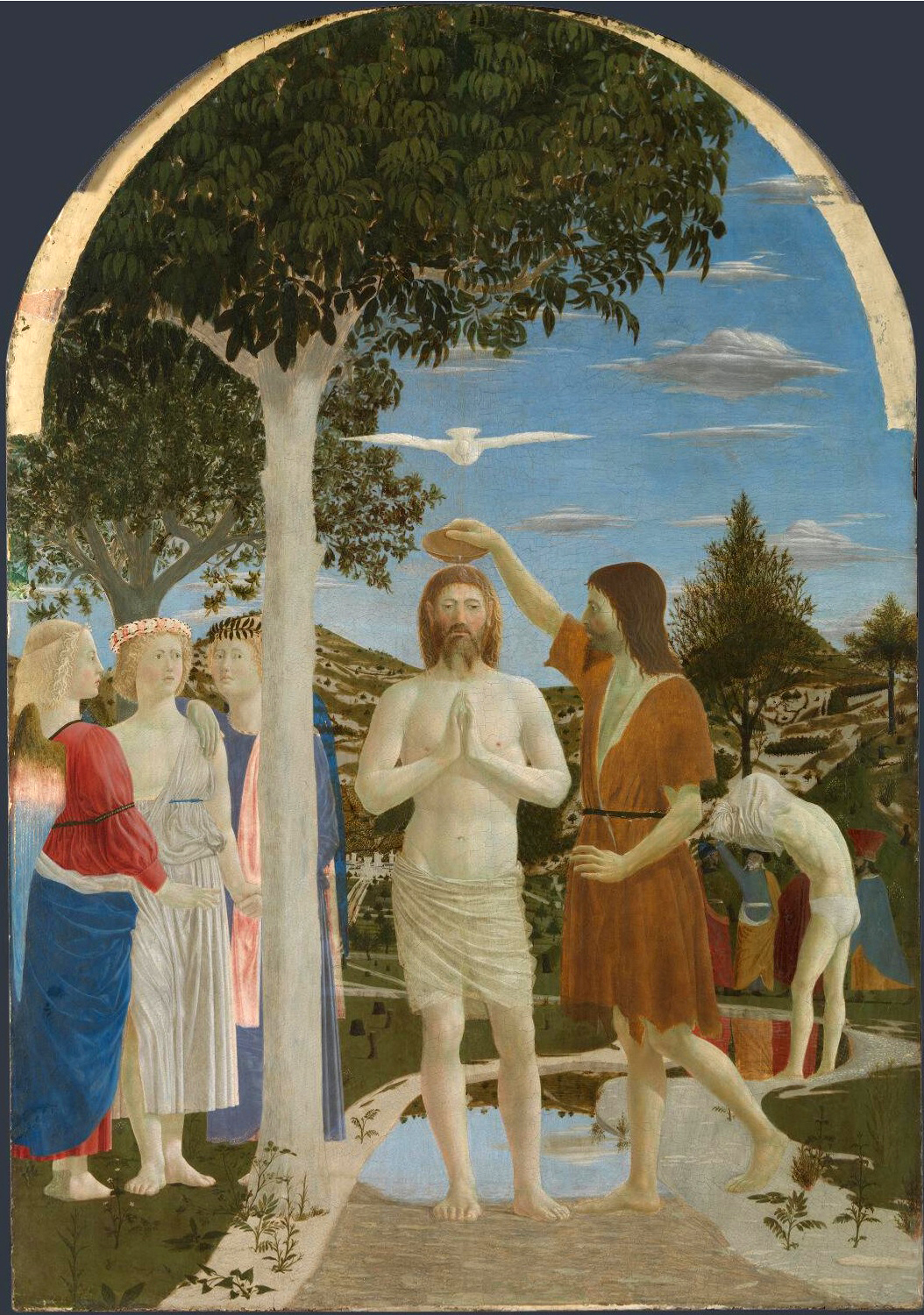
تعمید مسیح اثر پیرو دلا فرانچسکا
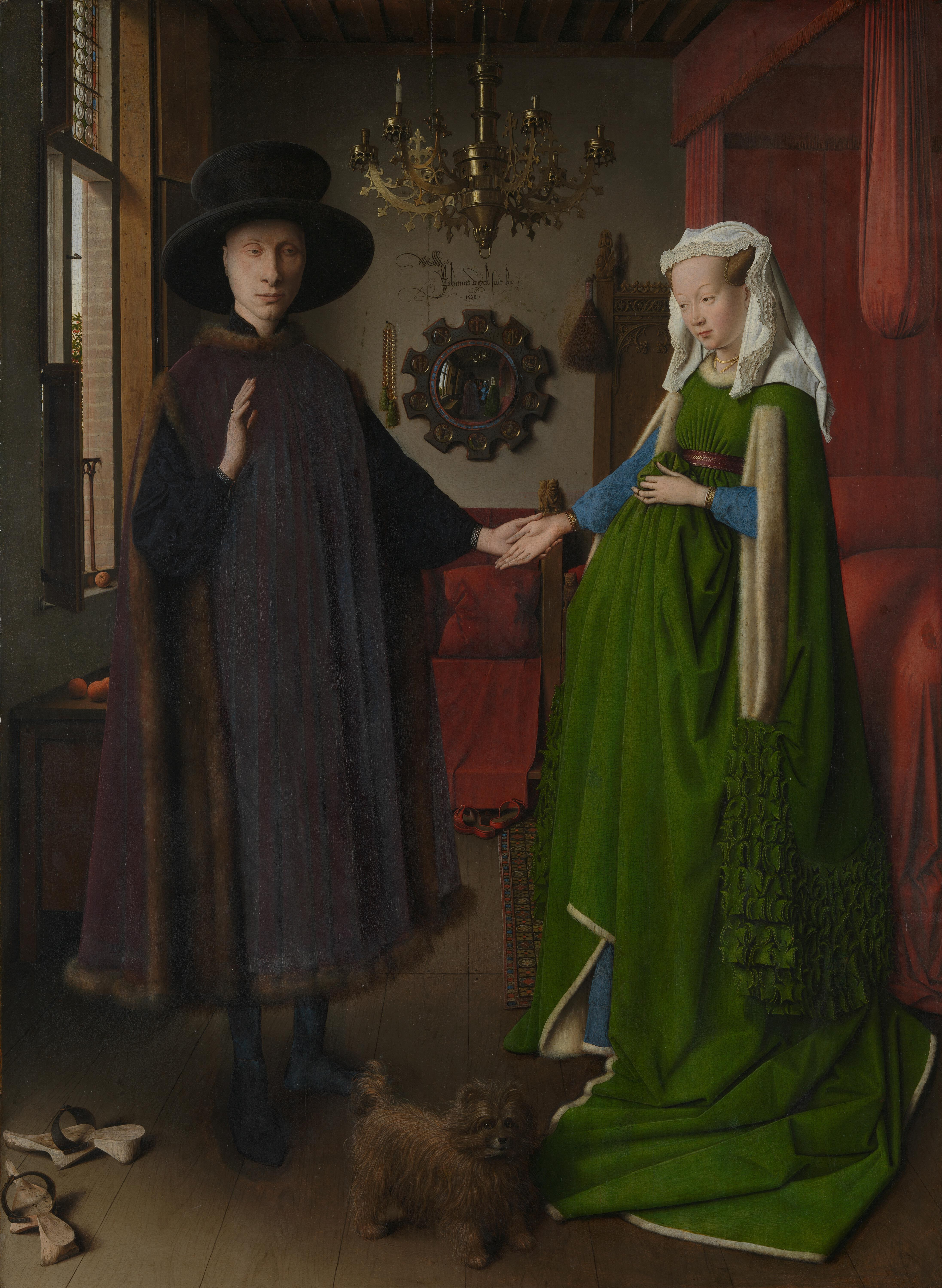
پرترهٔ آرنولفینی اثر یان وان آیک
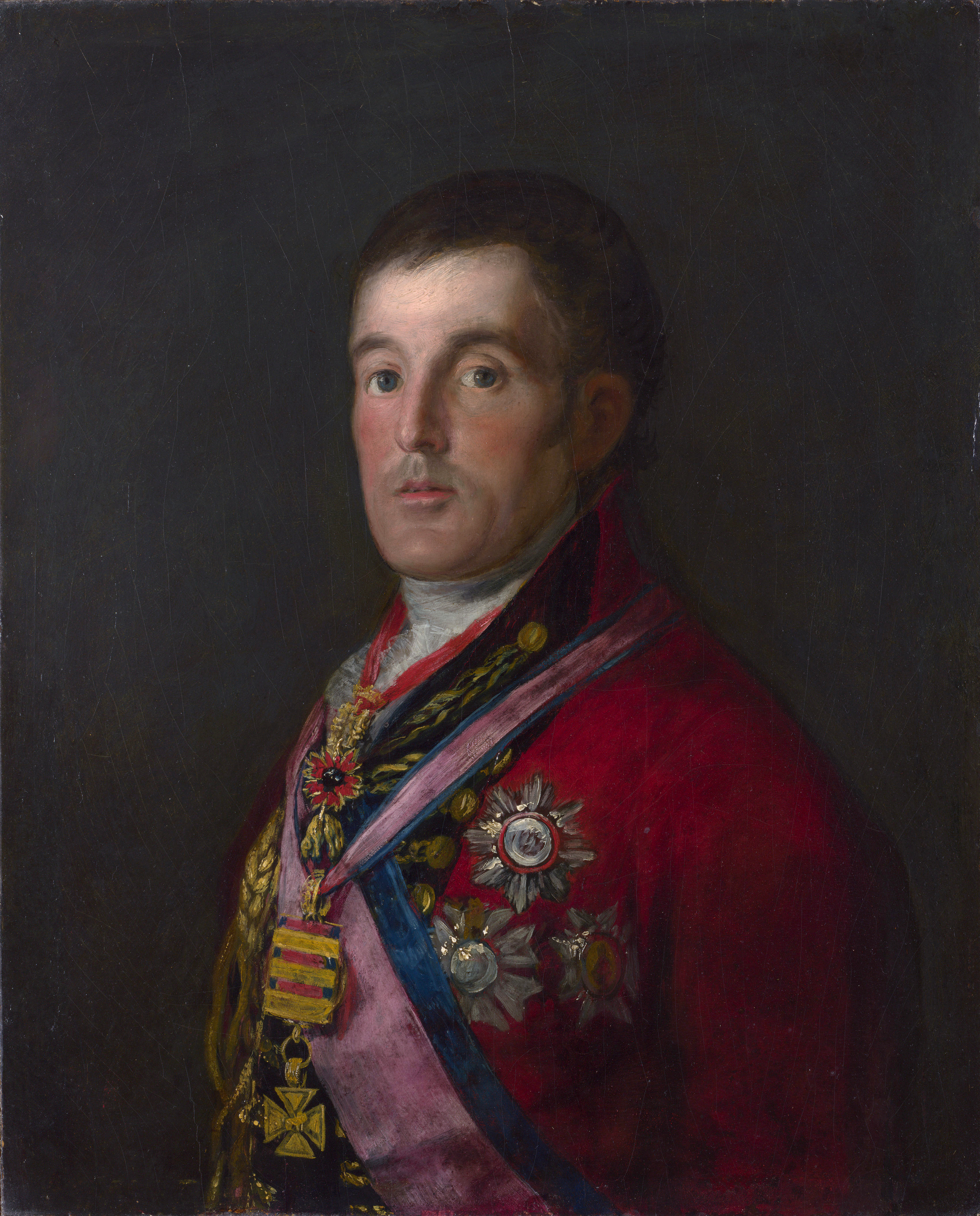
پرتره دوک ولینگتون اثر فرانسیسکو گویا
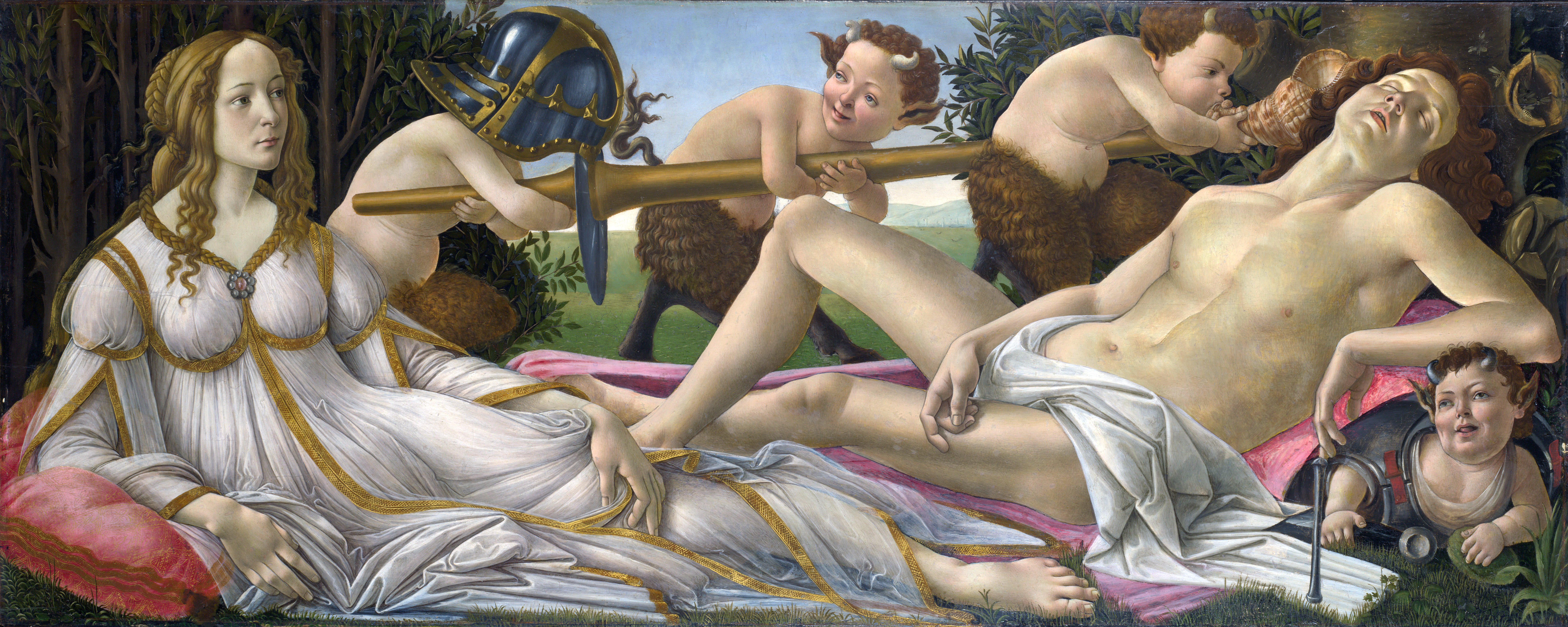
ونوس و مارس اثر ساندرو بوتیچلی
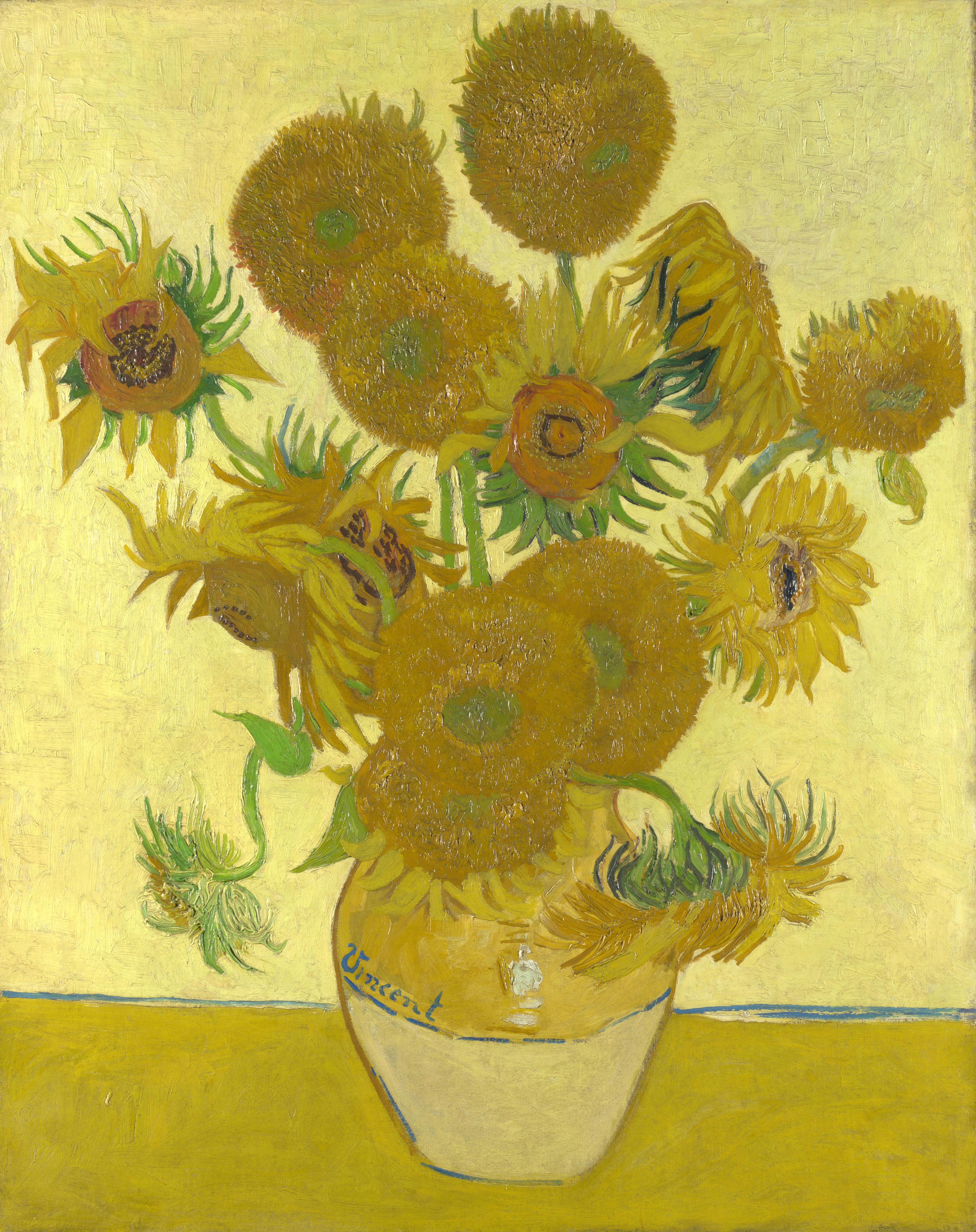
گل‌های آفتابگردان با پس‌زمینه زرد آرل؛ نسخهٔ اول، شماره ۴ اثر وَنسان وَن گوگ اوت ۱۸۸۸ م.
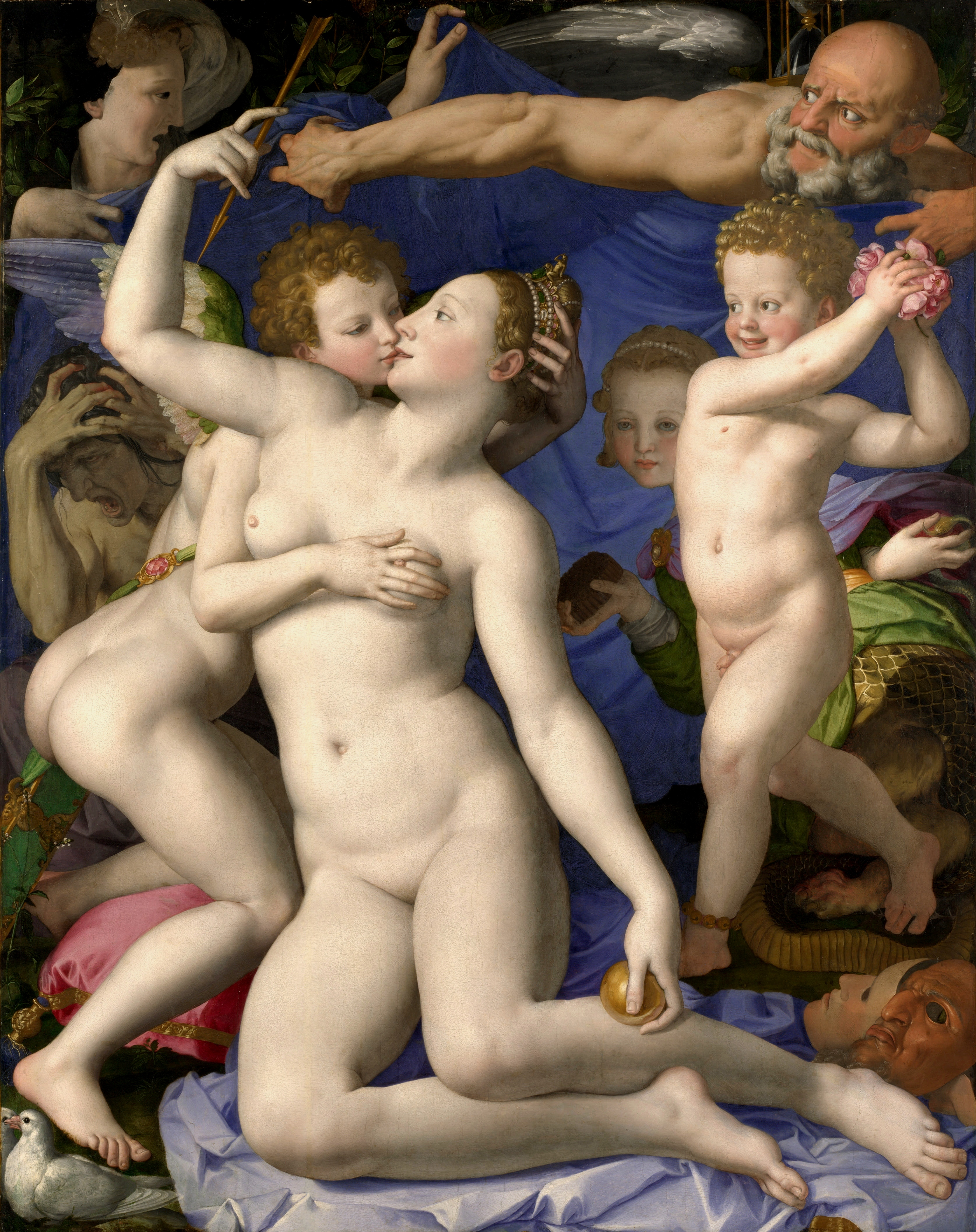
ونوس، کوپید، قباحت و زمان اثر آنجلو برونزینو
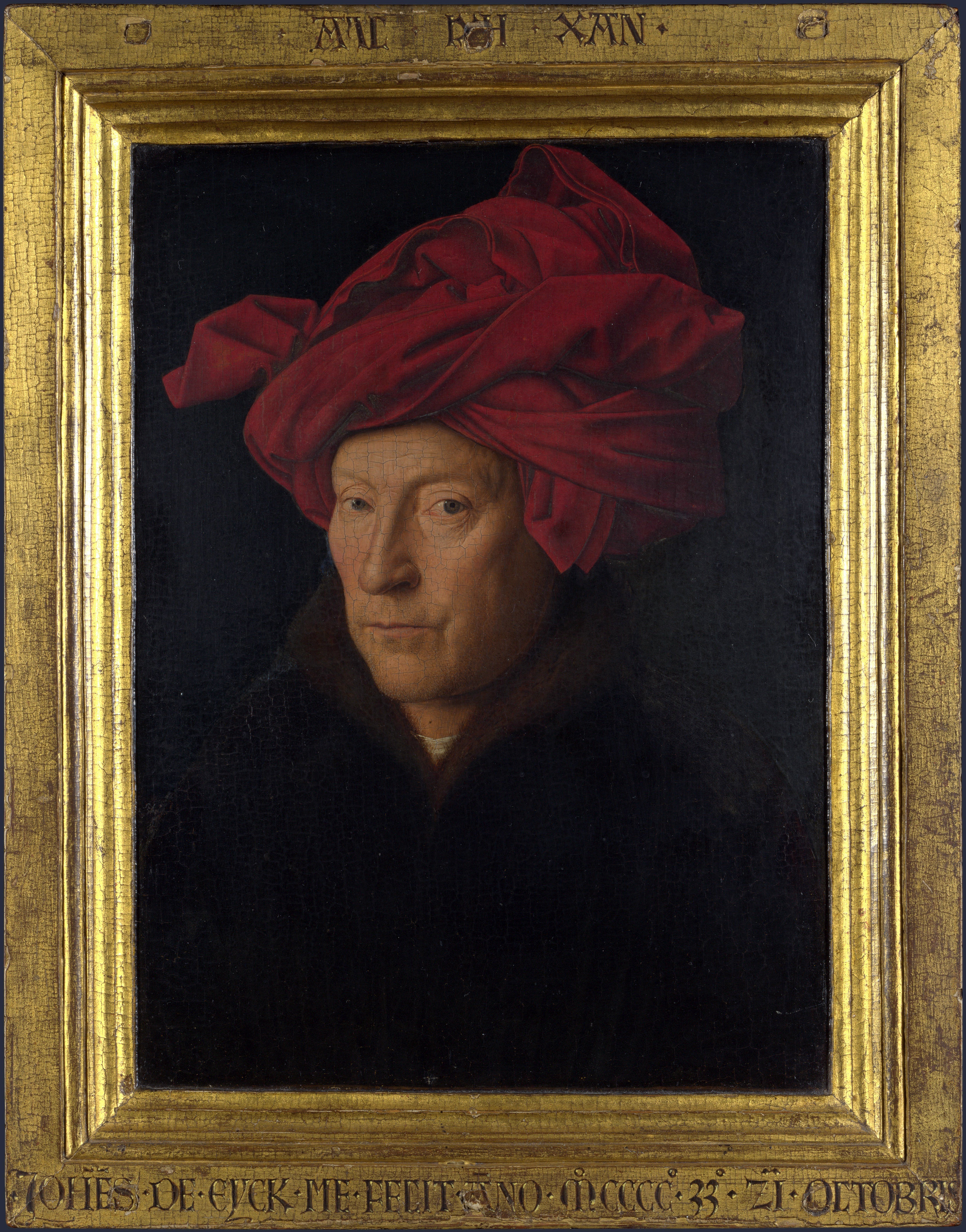
پُرترهٔ مردی با دستار قرمز ۱۴۳۳ م. اثر یان وان آیک
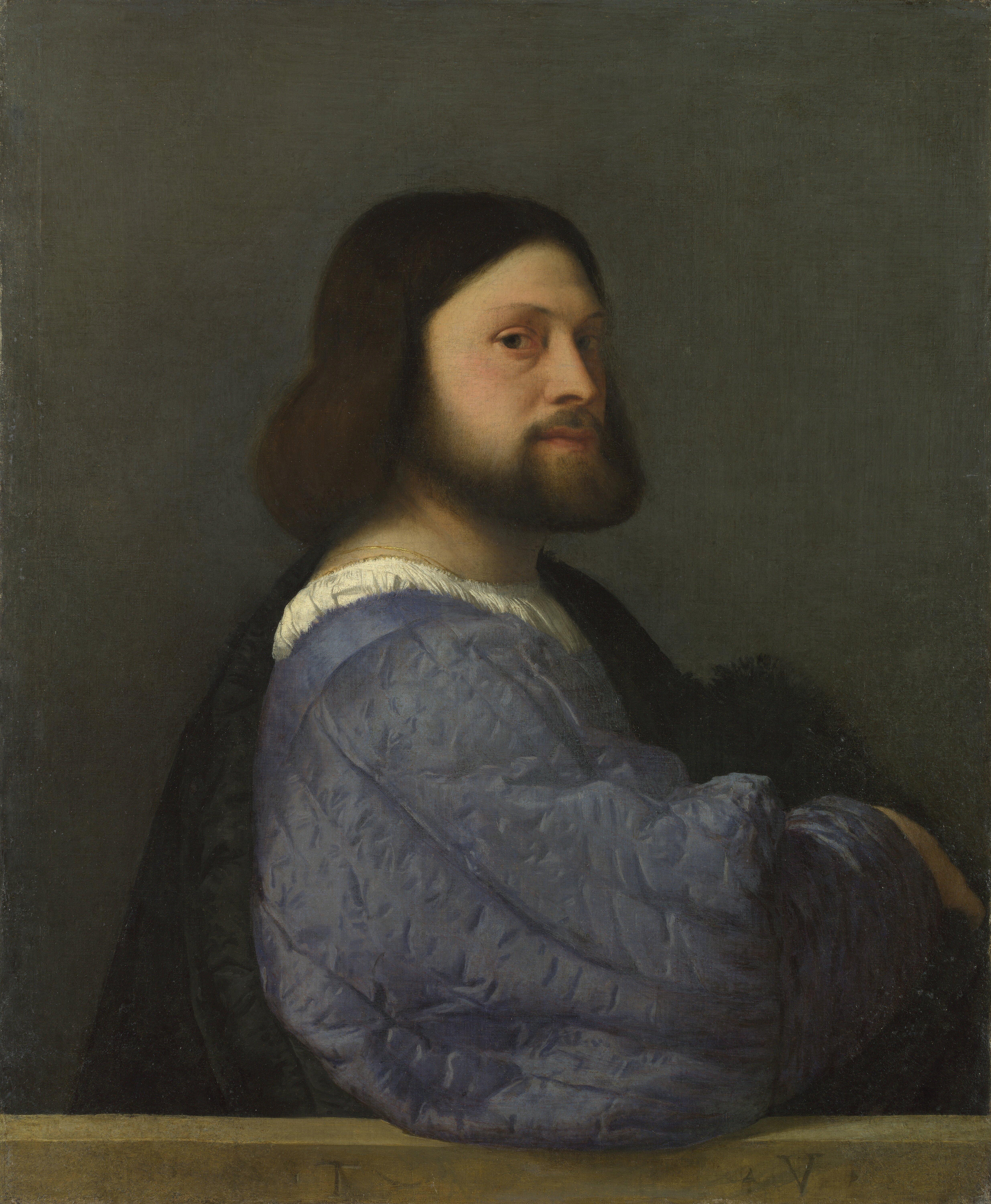
مردی با آستین پنبه‌دوزی‌شده حوالی ۱۵۱۰ م. اثر تیسین
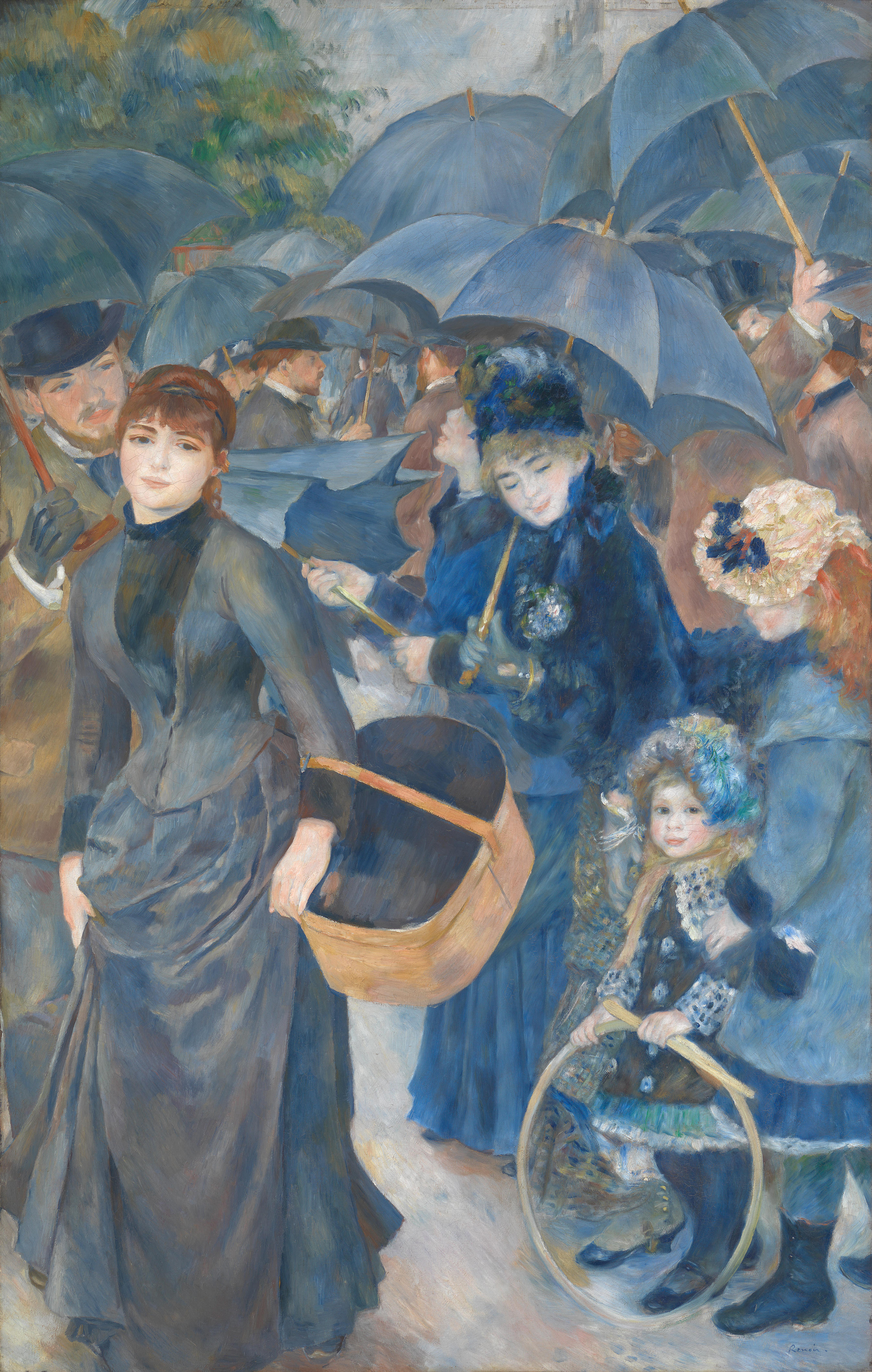
چترها ۱۸۸۰ م. اثر پیر آگوست رنوآر
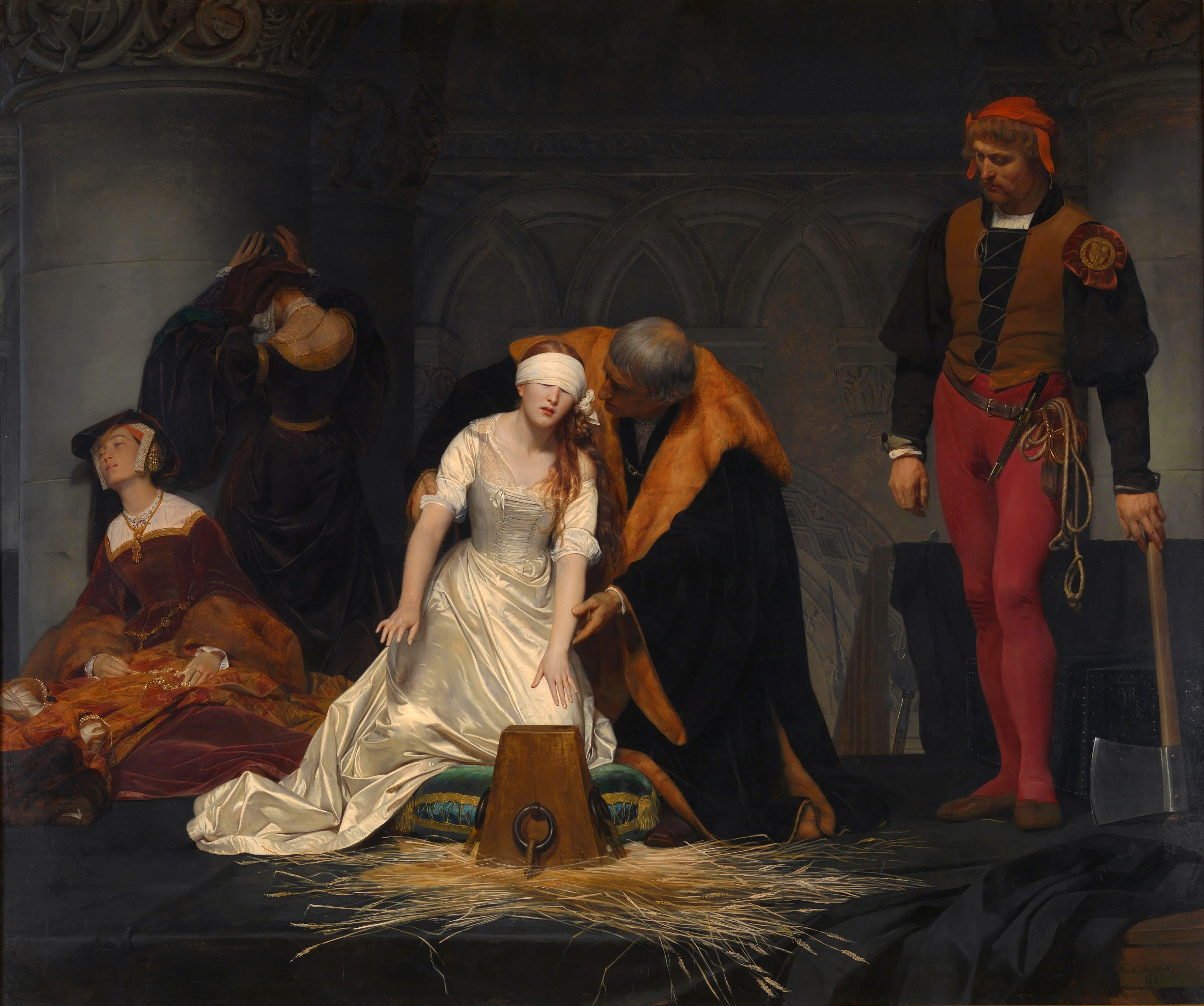
اعدام جین گری ۱۸۳۳ م. اثر پل دلاروش
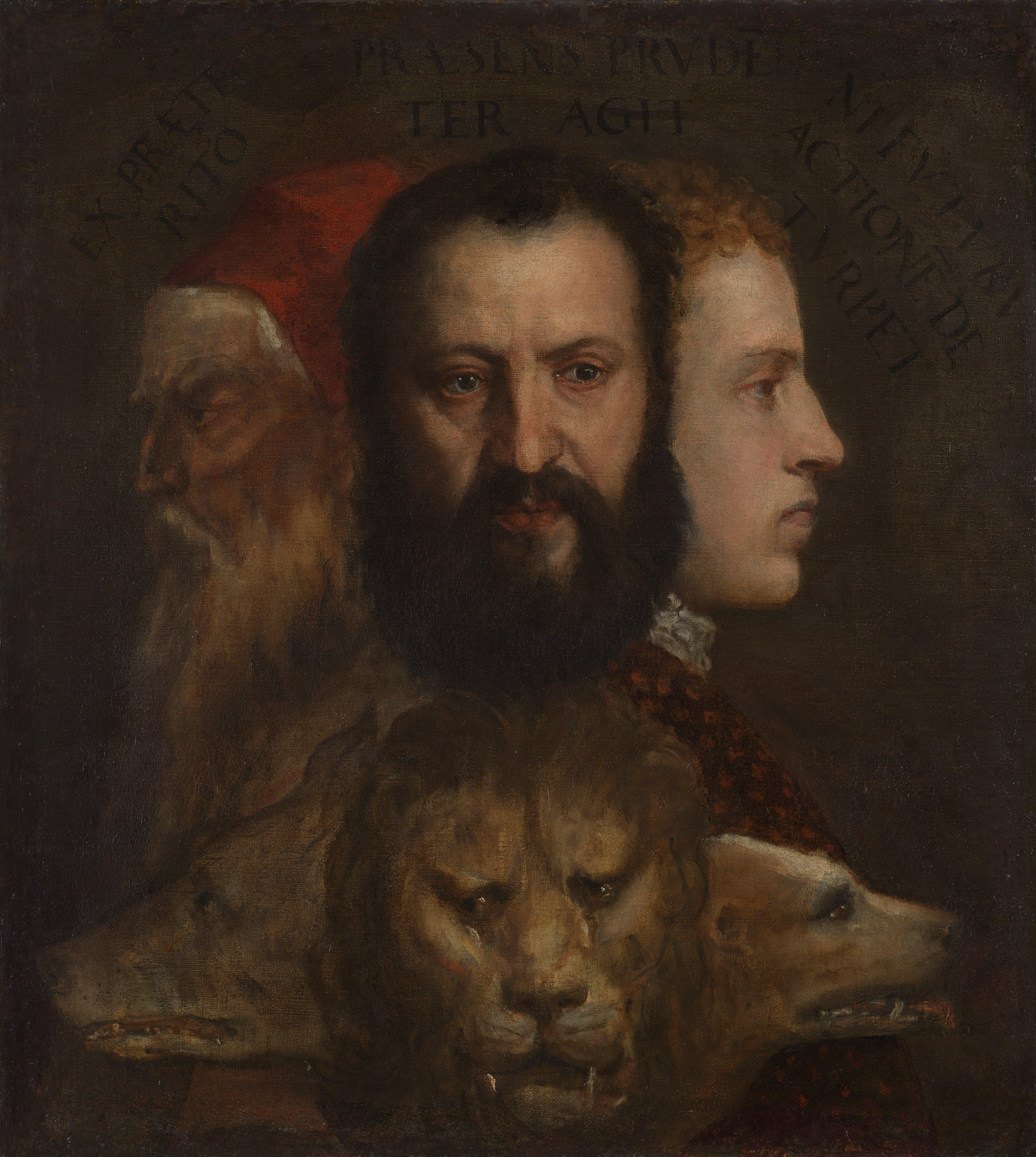
تمثیل احتیاط حدوداً بین ۱۵۵۰ و ۱۵۶۵ م. اثر تیسین
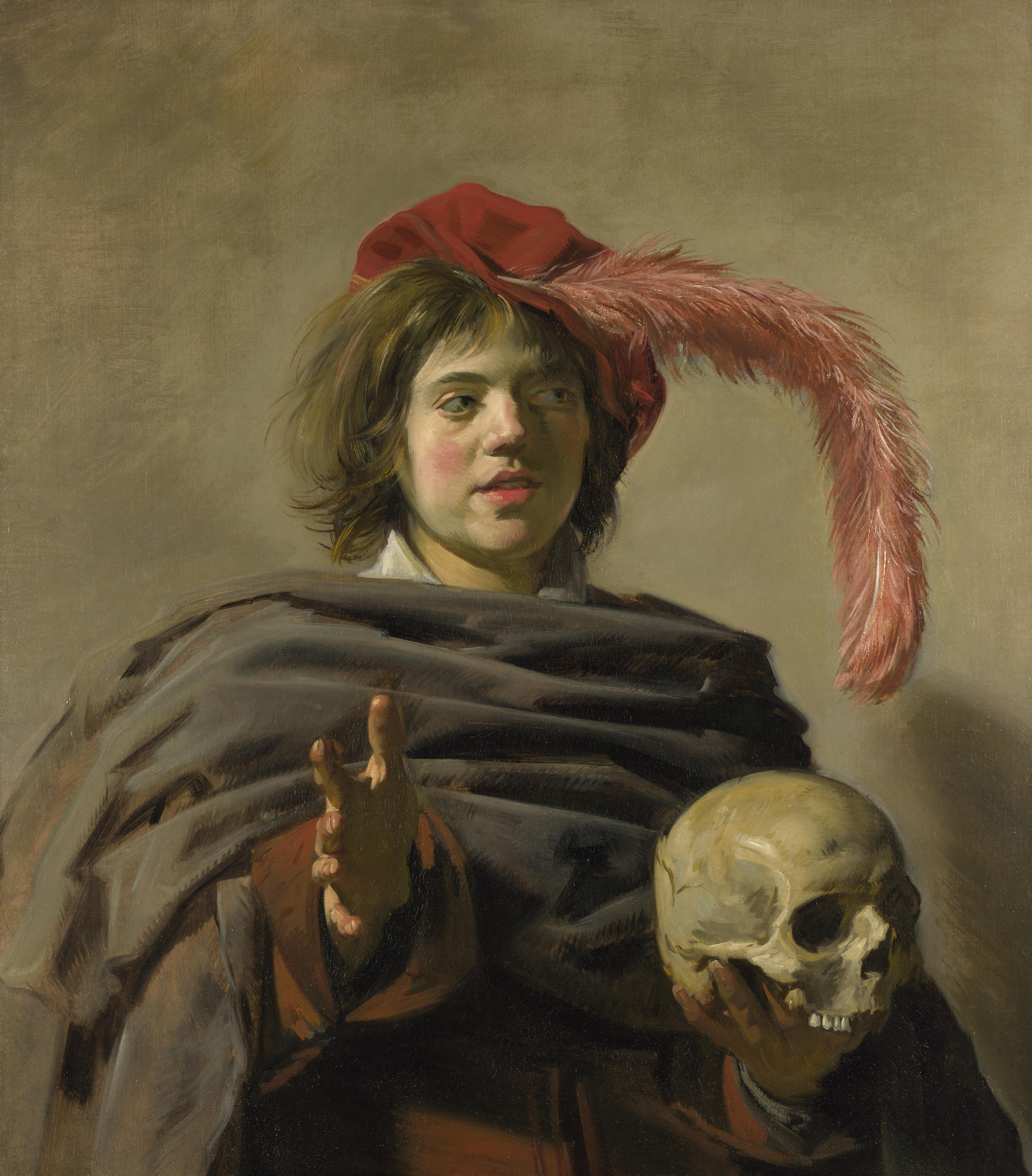
مرد جوان با یک جمجمه حوالی ۱۶۲۶ م. اثر فرانس هالس
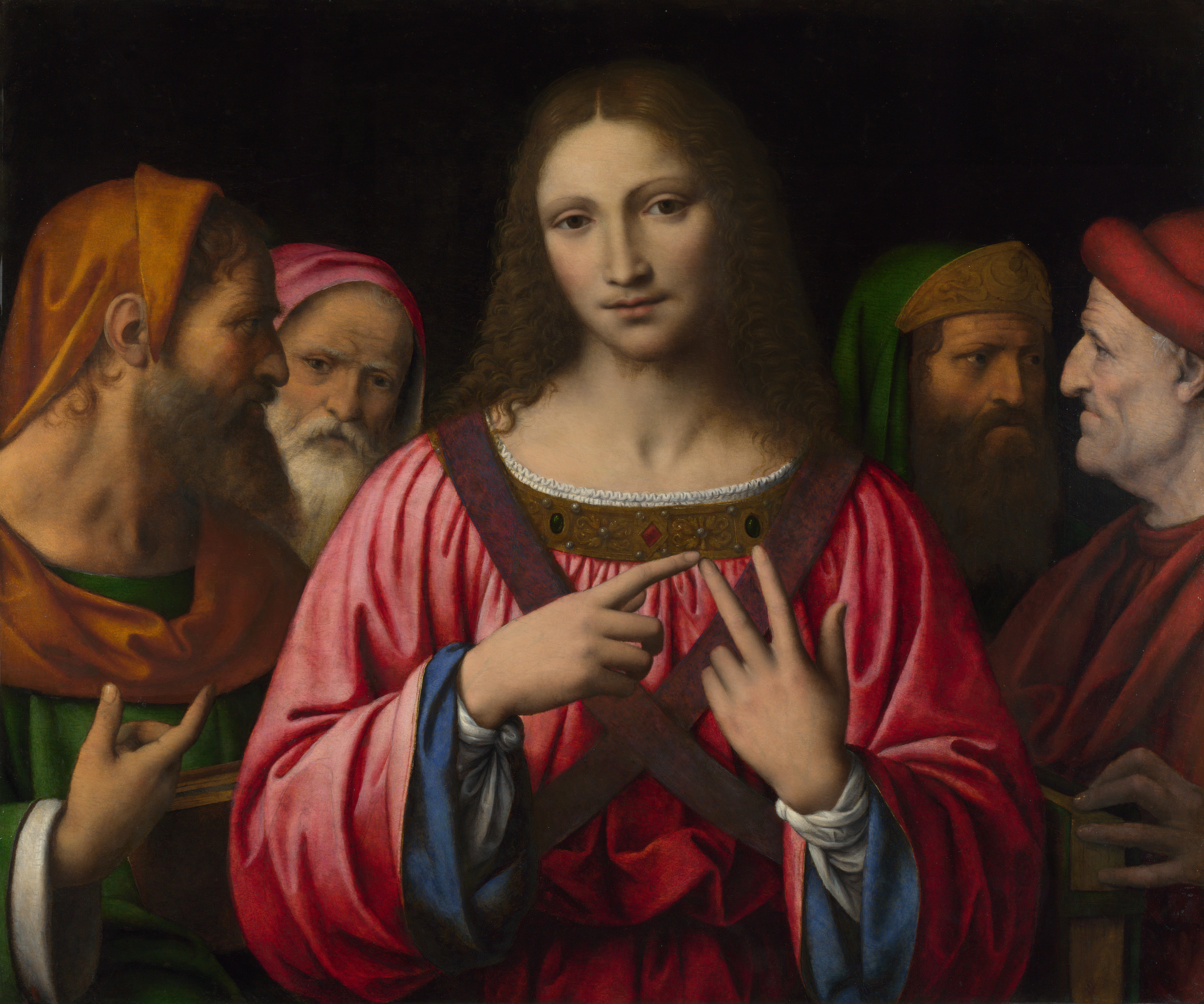
مسیح در بین پزشکان بین ۱۵۱۵ تا ۱۵۳۰ م. اثر برناردینو لوئینی
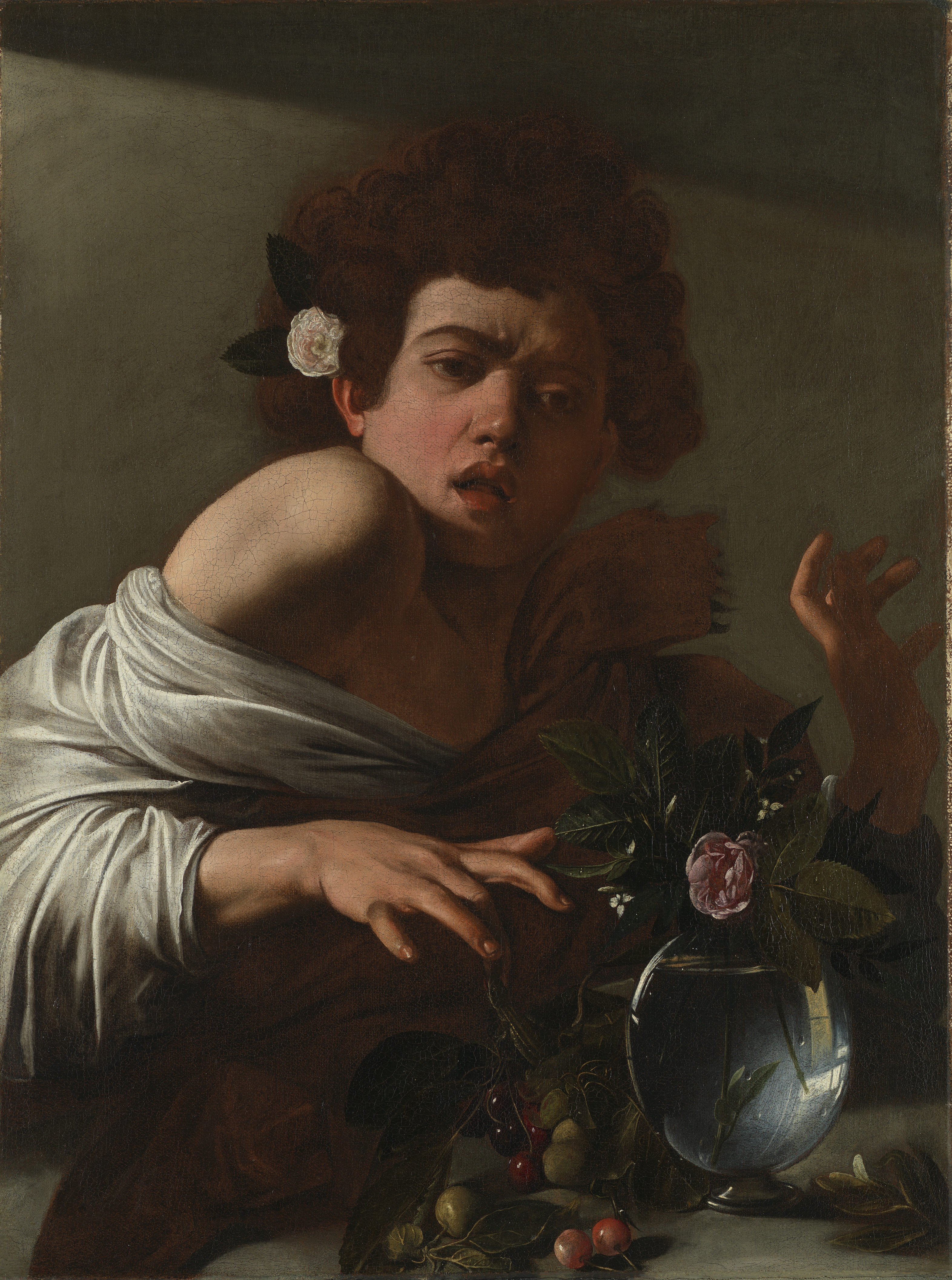
پسر گازگرفته‌شده با مارمولک
بین ۱۵۹۴–۱۵۹۶ م.
اثر کاراواجو